# Ich hab in Gottes Herz und Sinn
Ich hab in Gottes Herz und Sinn (BWV 92) ist eine Choralkantate von Johann Sebastian Bach aus seinem zweiten Leipziger Kantatenjahrgang. Die Kantate beruht auf Paul Gerhardts Kirchenlied von 1647 Ich hab in Gottes Herz und Sinn mein Herz und Sinn ergeben. Bach führte sie am 28. Januar 1725 zum ersten Mal auf. Sie gehört mit ihren neun Sätzen sowohl in Text als auch Musik zu den umfangreicheren Kantaten Bachs. 

## Geschichte und Worte
Bach schrieb die Kantate in seinem zweiten Amtsjahr in Leipzig für den Sonntag Septuagesimae, den dritten Sonntag vor Aschermittwoch. Die vorgeschriebenen Lesungen waren 1 Kor 9,24  – 1 Kor 10,5 , „Wettlauf um den Sieg“, und Mt 20,1–16 , das Gleichnis von den Arbeitern im Weinberg. Im Vorjahr hatte Bach für den Anlass Nimm, was dein ist, und gehe hin komponiert.
Die Kantate beruht auf Paul Gerhardts Kirchenlied in zwölf Strophen von 1647 Ich hab in Gottes Herz und Sinn, das auf die Melodie von Was mein Gott will, das g’scheh allzeit gesungen wird. Das Thema des Liedes ist Vertrauen auf Gott selbst in widrigen Umständen und Ergebung in seinen Willen.
Während in vielen Choralkantaten nur die erste und die letzte Liedstrophe im Wortlaut beibehalten sind, übernahm ein unbekannter Librettist in dieser Kantate fünf Strophen wörtlich: Strophe 1 für Satz 1, Strophe 2 für Satz 2, Strophe 5 für Satz 4, Strophe 10 für Satz 7, und Strophe 12 für den letzten Satz 9. Er dichtete Ideen aus Strophe 4 für eine Arie als Satz 3 um, benutzte Anregungen aus den Strophen 6 und 8 für ein Rezitativ als Satz 5, verwendete Ideen aus Strophe 9 für Satz 6, und aus Strophe 11 für Satz 8. Er bereicherte in den Sätzen 2 und 7 den wörtlich zitierten Liedvers durch rezitativische Einschübe, ohne jedoch auf das Evangelium einzugehen.
Bach führte die Kantate am 28. Januar 1725 in Leipzig zum ersten Mal auf. Partitur und Stimmen dieser Aufführung sind erhalten.

## Besetzung und Aufbau
Die Kantate ist besetzt mit vier Vokalsolisten, Sopran, Alt, Tenor und Bass, vierstimmigem Chor, zwei Oboe d’amore, zwei Violinen, Viola und Basso continuo.
1. Coro: Ich habe in Gottes Herz und Sinn
2. Recitativo e chorale (Bass): Es kann mir fehlen nimmermehr!
3. Aria (Tenor): Seht, seht! wie reißt, wie bricht, wie fällt
4. Choral: Zudem ist Weisheit und Verstand
5. Recitativo (Tenor): Wir wollen uns nicht länger zagen
6. Aria (Bass): Das Brausen von den rauhen Winden
7. Recitativo (Bass, Tenor, Alt, Sopran) e chorale (Chor): Ei nun, mein Gott, so fall ich dir – So spricht der Gott gelassne Geist
8. Aria (Sopran): Meinem Hirten bleib ich treu
9. Choral: Soll ich denn auch des Todes Weg

## Musik
Klaus Hofmann bemerkt, dass die Wahl des Liedes ungewöhnlich ist, da es dieselbe Melodie hat wie die Grundlage der Kantate der Vorwoche, Was mein Gott will, das g’scheh allzeit, BWV 111. Im Eingangschor singt der Sopran die Melodie als Cantus firmus in langen Noten. Sie ist in ein Concerto des Orchesters eingebettet, in dem auch die Unterstimmen Motive der Instrumente übernehmen. Der Musikwissenschaftler Julian Mincham beschreibt die schimmernde, durchsichtige Schönheit des Satzes.
Es gelingt Bach, die fünf Sätze, die das Lied in Text und Melodie zitieren, völlig unterschiedlich zu gestalten. Im Bass-Rezitativ wechselt der Sänger zwischen Liedmelodie und freiem Rezitativ, das viele tonmalerische Elemente enthält. Zum Beispiel wird „mit grausem Knallen die Berge und die Hügel fallen“ dargestellt „in extrem beschleunigten Sequenzfiguren in die Tiefe – sehr ähnlich wie in der Johannes- und in der Matthäus-Passion bei der Schilderung des bei Jesu Tod zerreißenden Tempelvorhangs“. Die Tenor-Arie illustriert den dramatischen Text, „Seht, seht, wie reißt, wie bricht, wie fällt“, „nicht nur durch eine geradezu bizarre Melodiekontur der Singstimme, sondern auch durch einen rhythmisch diskontinuierlichen und von Pausen „zerrissenen“ Orchestersatz“. Die nächste Choralstrophe wird vom Alt gesungen zu einem unabhängigen Trio von Oboen und Continuo, der das Wort „traurig“ durch chromatische Wendungen hervorhebt. Die Botschaft, die in dieser Strophe vermittelt wird, ist „Zeit, Ort und Stund ist ihm bekannt, zu tun und auch zu lassen“.
Die Bass-Arie beschreibt das Brausen und Stürmen der Winde, als Sinnbild für die Situation des Christen, durch „unablässige Bewegung“ in der Stimme und im Continuo. Im folgenden Choral wechseln noch einmal Lied und Rezitativ, doch diesmal wird das Lied vom vierstimmigen Chor gesungen, wobei die Zeilen jeweils in das Rezitativ der Solisten münden in der Folge Bass, Tenor, Alt und Sopran. Die letzte Zeile, „und ich kann bei gedämpften Saiten dem Friedensfürst ein neues Lied bereiten“ führt unmittelbar zur folgenden Sopran-Arie, die Bach durch Pizzicato der Streicher und fehlendes Continuo leicht gestaltet. Oboe d’amore und Sopran duettieren „anmutig-tänzerisch“, „voller Wärme und Innigkeit“. Die Kantate wird durch einen schlichten vierstimmigen Satz beschlossen.

## Einspielungen
LP/CD
- Bach Made in Germany Vol. 1 – Cantatas III. Günther Ramin, Thomanerchor, Gewandhausorchester, Erika Burkhardt, Gerda Schriever, Gert Lutze, Hans Hauptmann. Eterna, 1954.
- Les Grandes Cantates de J. S. Bach Vol. 17. Fritz Werner, Heinrich-Schütz-Chor Heilbronn, Württembergisches Kammerorchester Heilbronn, Emiko Iiyama, Barbara Scherler, Theo Altmeyer, Bruce Abel. Erato, 1972.
- Bach Kantaten Vol. 2 – Ostern. Karl Richter, Münchener Bach-Chor, Münchener Bach-Orchester, Edith Mathis, Peter Schreier, Dietrich Fischer-Dieskau. Archiv Produktion, 1974.
- J. S. Bach: Das Kantatenwerk, Folge 23 - BWV 91–94. Gustav Leonhardt, Knabenchor Hannover, Collegium Vocale Gent, Leonhardt-Consort, Solist des Knabenchor Hannover, Paul Esswood, Kurt Equiluz, Max van Egmond. Telefunken, 1978.
- Die Bach Kantate, Vol. 26. Helmuth Rilling, Gächinger Kantorei, Bach-Collegium Stuttgart, Arleen Augér, Gabriele Schreckenbach, Aldo Baldin, Philippe Huttenlocher. Hänssler, 1980.
- Bach Edition Vol. 5 – Cantatas Vol. 2. Pieter Jan Leusink, Holland Boys Choir, Netherlands Bach Collegium, Ruth Holton, Sytse Buwalda, Knut Schoch, Bas Ramselaar. Brilliant Classics, 1999.
- Bach Cantatas Vol. 20: Naarden / Southwell / For Septuagesima. John Eliot Gardiner, Monteverdi Choir, English Baroque Soloists, Miah Persson, Wilke te Brummelstroete, James Oxley, Jonathan Brown. Soli Deo Gloria, 2000.
- J. S. Bach: Complete Cantatas, Vol. 13. Ton Koopman, Amsterdam Baroque Orchestra & Choir, Deborah York, Franziska Gottwald, Paul Agnew, Klaus Mertens. Antoine Marchand, 2000.
- J. S. Bach: Cantatas, Vol. 33 – BWV 41, 92, 130. Masaaki Suzuki, Bach Collegium Japan, Yukari Nonoshita, Robin Blaze, Jan Kobow, Dominik Wörner. BIS, 2005.

DVD
- Johann Sebastian Bach: Ich hab in Gottes Herz und Sinn. Kantate BWV 92. Rudolf Lutz, Chor und Orchester der J. S. Bach-Stiftung, Sibylla Rubens (Sopran), Alexandra Rawohl (Alt), Julius Pfeifer (Tenor), Peter Harvey (Bass). Samt Einführungsworkshop sowie Reflexion von Andreas Köhler. Gallus Media, 2017.[8]